# Murvafürt

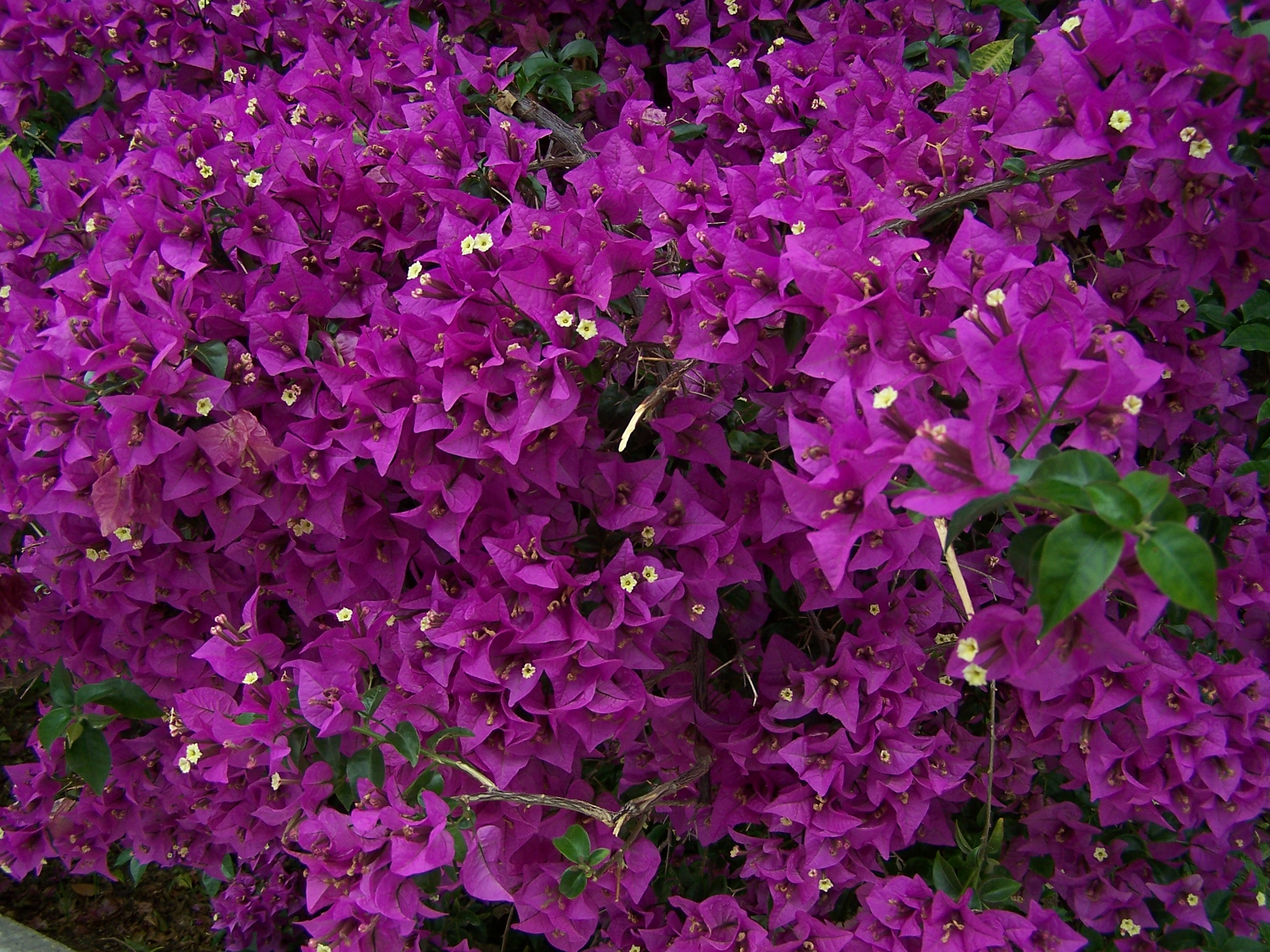
Virágzó murvafürt

A murvafürt (Bougainvillea) a szegfűvirágúak (Caryophyllales) rendjében a csodatölcsérfélék (Nyctaginaceae) családjának egyik nemzetsége. Latin nevét Louis Antoine de Bougainville francia tengernagyról kapta.

## Előfordulása
Dél-Amerikából származik; színpompás virágzatáért több faját már a világ minden részén ültetik. Trópusi és szubtrópusi tájakon ki is vadulhat.

## Megjelenése, felépítése
3–4 m magasra kapaszkodó, fásuló szárú kúszónövény. Törzse csavarodott, hengeres; több fajé tüskés. Tövises, fás hajtásai 1–2 méteresre nőhetnek úgy, hogy töviseikkel más növényekbe kapaszkodnak. Ennek hiányában a termesztett, kertben nevelt példányok hosszabb ágait célszerű alátámasztani.
Keresztben átellenesen álló, sötétzöld vagy zöld levelei egyszerűek, tojásdadok vagy lándzsa alakúak. A válluk szíves, a csúcsuk hegyes, a szélük ép. A levélnyél rövid. Egy-egy levél 4–13 cm hosszú és 2–6 cm széles.
Fő díszei nem az apró, sárga, tölcséres virágok, hanem a tömegesen virító, élénk színű (lila, piros, rózsaszínű, narancssárga, sárga vagy fehér) fellevelek. A hármas csoportokban álló, jellegtelen virágokat 3-6 kisebb, erős színben pompázó levél veszi körül. „Papírvirágnak” is hívják, mert ezek a levelek vékonyak, pergamenszerűek.
Termése makk.

## Életmódja, termesztése
Gyorsan növekvő évelő. Természetes élőhelyén, a dél-amerikai dzsungelekben áprilistól októberig virágzik. Sok faját madarak porozzák be.
Nyáron a legnagyobb forróságot is jól bírja, de fagyérzékeny.
Legjobban a vízáteresztő, laza szerkezetű, tőzeges talajokban nő. A szélre, huzatra érzékeny. 8–10 °C-os helyiségben teleltethetjük át. Nyáron célszerű (mértékkel) locsolni; télen csak annyira, hogy ne száradjon ki; téli túlöntözése tőrothadást okozhat. A vegetációs időszakban két hetente ajánlatos tápoldatozni. Csak tűző napon nyílik. Ha kevés virágot hoz, célszerű a locsolóvíz mennyiségét csökkenteni. A hosszú hajtások végeinek lecsipkedése is besűrűsödésre, bővebb virágzásra serkenti. A lágy vizet kedveli. Célszerű 2–3 évenként átültetni, és ilyenkor kissé visszametszeni.
Szaporítható fejdugványozással, de elég nehezen gyökeresedik.
Fő kártevői a pajzstetvek, amik ellen nikotin vagy csalánlé permetével védekezhetünk. Megtámadhatja még a bíbortetű, valamint a takácsatkák is.

## Felhasználása
Több faja kerti dísznövény. A 16 alapfajból több száz kertészeti változatot neveltek ki; köztük vannak olyanok is, amelyek egész évben virágoznak.

## Rendszerezés

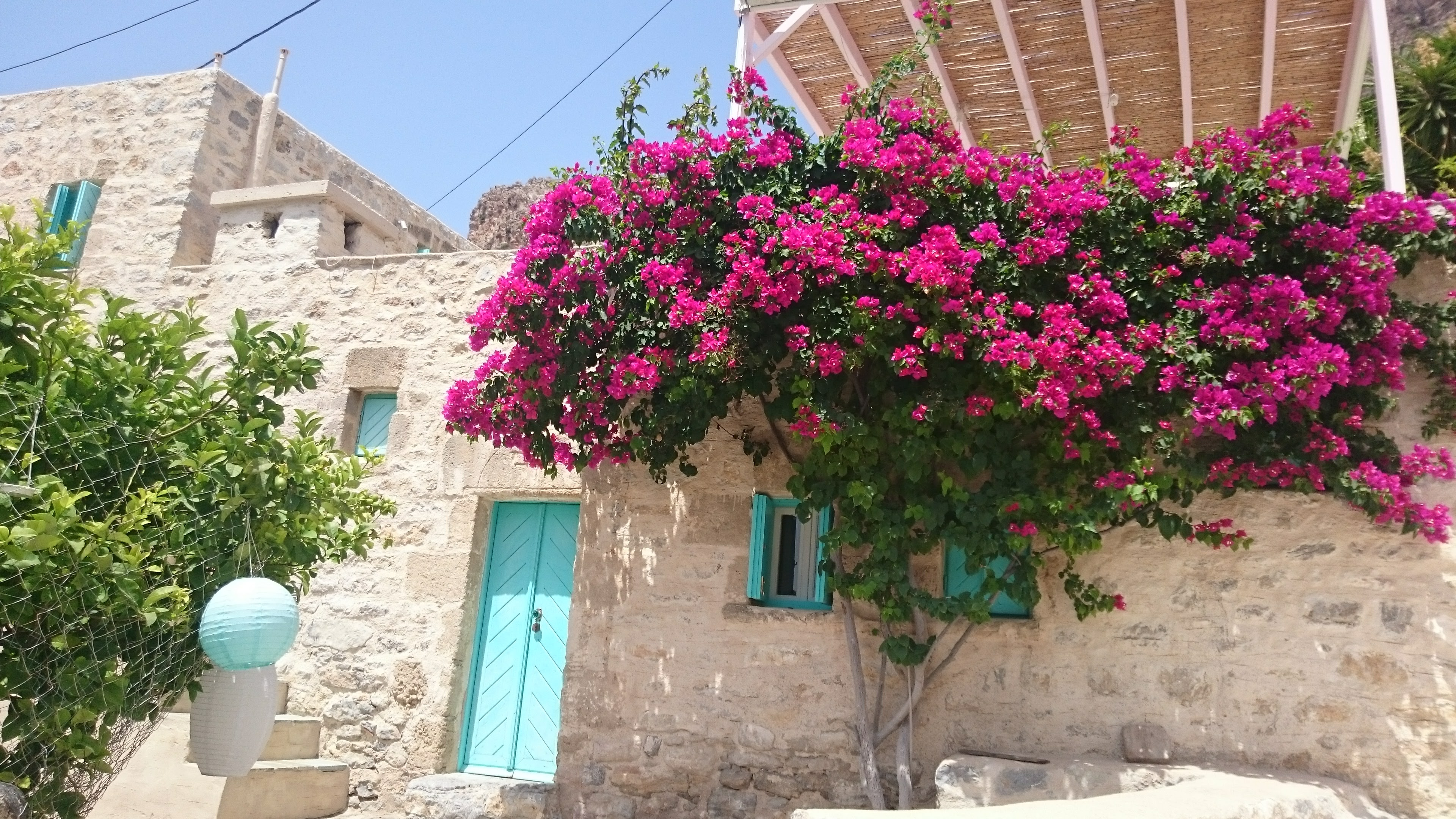

A nemzetségbe az alábbi 16 faj tartozik:
- Bougainvillea berberidifolia Heimerl
- Bougainvillea campanulata Heimerl
- kopasz murvafürt (Bougainvillea glabra) Choisy
- Bougainvillea herzogiana Heimerl
- Bougainvillea infesta Griseb.
- Bougainvillea lehmanniana Heimerl
- Bougainvillea malmeana Heimerl
- Bougainvillea modesta Heimerl
- Bougainvillea pachyphylla Heimerl ex Standl.
- Bougainvillea peruviana Bonpl.
- Bougainvillea pomacea Choisy
- Bougainvillea praecox Griseb.
- tövises murvafürt (Bougainvillea spectabilis) Willd. - típusfaj
- Bougainvillea spinoza (Cav.) Heimerl
- Bougainvillea stipitata Griseb.
- Bougainvillea trollii Heimerl